# Jory Prum
Jory Prum (31 de enero de 1975-22 de abril de 2016), también conocido como Jory K. Prum, fue un ingeniero de audio estadounidense, conocido por su trabajo en películas y videojuegos. Era el dueño de un estudio de grabación ubicado en el Área de la Bahía de San Francisco.

## Biografía
Prum nació en Fullerton, California, asistió a la especialidad de tecnología de Troy High School, y luego estudió sonido para cine y video como estudiante de pregrado en el Instituto de las Artes de California (CalArts) en la década de 1990 con John Payne, Craig Smith, y Doug Loveid. Mientras estudiaba en CalArts, Prum trabajó en muchas películas estudiantiles, algunas de las cuales se proyectaron en festivales, como Spike and Mike's Festival of Animation. Una de esas películas, una parodia de Schoolhouse Rock! titulado Political Correction, fue una colaboración entre Prum y su compañero de estudios Steven Fonti. Otro fue Sea Slugs de Adam Lane, una animación stop-motion sobre babosas piratas en mar abierto, que también se presentó como parte de Cartoon Sushi de MTV.
Después de graduarse con una licenciatura en Bellas Artes, Prum trabajó como Electron en Creature Shop de Jim Henson y luego brevemente en Disney Online . Después de ser despedido, preguntó durante una feria de trabajo de CalArts sobre oportunidades de empleo en el departamento de sonido de LucasArts Entertainment Company. Se unió al equipo de sonido de LucasArts en enero de 1999 y participó en todos los títulos de lanzamiento de Star Wars: Episodio I: La amenaza fantasma y en la mayoría de los otros juegos publicados tanto por LucasArts como por Lucas Learning entre principios de 1999 y principios de 2001.
Prum dejó LucasArts a principios de 2001 y continuó trabajando en el sonido de videojuegos. Contribuyó con efectos de sonido, grabó voz en off y música, y mezcló escenas cinemáticas y partituras orquestales para numerosos juegos, como Knights of the Old Republic de LucasArts, The Walking Dead: The Game de Telltale Games, para los cuales Prum y su equipo ganaron el premio Game Audio Network Guild de 2013 al mejor diálogo: The Wolf Among Us, y Sam & Max títulos episódicos, Double Fine Productions' Broken Age, los juegos CSI de Ubisoft y Mercenaries 2: World in Flames de Pandemic Studios. Prum y su equipo de producción de diálogos han sido nominados nueve veces a los premios Aggie "Mejor actuación de voz" y han ganado tres veces.
Además de los videojuegos, Prum trabajó en la posproducción de audio para largometrajes. Creó la voz del pájaro grande, Leo, en el cortometraje animado de Pixar Animation Studio For the Birds, lo que le valió una mención en el discurso de aceptación de Ralph Eggleston en la 74.ª edición de los Premios de la Academia. Prum también trabajó como grabador de foley en Lost in Translation de Focus Features y Adaptation de Sony Pictures.
En 2004, Prum montó un estudio de grabación, Studio Jory, cerca de su casa en Fairfax, California.
En agosto de 2014, Prum recuperó los antiguos archivos de audio del clásico juego de aventuras point-and-click Grim Fandango como parte del esfuerzo de restauración y remasterización de Double Fine Productions. También trabajó con el compositor Peter McConnell para grabar y mezclar la nueva partitura orquestal, interpretada por la Orquesta Sinfónica de Melbourne.
Jory murió el 22 de abril de 2016 tras sufrir graves heridas en un accidente de moto.
Los videojuegos Manual Samuel, Earthlock: Festival of Magic y 2064: Read Only Memories tienen una sección «en memoria de» dedicada a él.

## Premios y nominaciones

### Game Audio Network Guild Awards
| Año  | Proyecto                     | Categoría   | Resultado |
| ---- | ---------------------------- | ----------- | --------- |
| 2015 | The Walking Dead: Season Two | Best Dialog | Nominado  |
| 2013 | The Walking Dead             | Best Dialog | Ganador   |

### Spillprisen (Norwegian Game Awards)
| Año  | Proyecto        | Categoría  | Resultado |
| ---- | --------------- | ---------- | --------- |
| 2015 | Among the Sleep | Best Audio | Ganador   |
| 2015 | UHR-Warlords    | Best Audio | Nominado  |

### Independent Games Festival
| Año  | Proyecto                 | Categoría           | Resultado |
| ---- | ------------------------ | ------------------- | --------- |
| 2007 | Bone: The Great Cow Race | Excellence in Audio | Nominado  |

### Premios Golden Joystick
| Año  | Proyecto          | Categoría  | Resultado |
| ---- | ----------------- | ---------- | --------- |
| 2014 | The Wolf Among Us | Best Audio | Nominado  |
| 2014 | Broken Age        | Best Audio | Nominado  |

### Premios Aggie
| Año  | Proyecto                         | Categoría         | Resultado |
| ---- | -------------------------------- | ----------------- | --------- |
| 2014 | The Wolf Among Us                | Best Voice Acting | Nominado  |
| 2014 | The Walking Dead: Season Two     | Best Voice Acting | Nominado  |
| 2013 | The Walking Dead: 400 Days       | Best Voice Acting | Nominado  |
| 2012 | The Walking Dead                 | Best Voice Acting | Ganador   |
| 2011 | Back to the Future: The Game     | Best Voice Acting | Nominado  |
| 2010 | Sam & Max: The Devil's Playhouse | Best Voice Acting | Ganador   |
| 2010 | Nelson Tethers: Puzzle Agent     | Best Voice Acting | Nominado  |
| 2009 | Tales of Monkey Island           | Best Voice Acting | Ganador   |
| 2008 | Sam & Max: Beyond Time and Space | Best Voice Acting | Nominado  |

### National Academy of Video Game Trade Reviewers
| Año  | Proyecto        | Categoría                 | Resultado |
| ---- | --------------- | ------------------------- | --------- |
| 2015 | Among the Sleep | Best use of Sound, New IP | Nominado  |

## Juegos seleccionados
- 2064: Read Only Memories (2017), MidBoss
- Earthlock: Festival of Magic (2016), Snowcastle Games
- Through the Woods (2016), Antagonist
- Manual Samuel (2016), Perfectly Paranormal
- Grim Fandango Remastered (2015), Double Fine
- Among the Sleep (2014), Krillbite Studio
- Broken Age (2014), Double Fine
- Gabriel Knight: Sins of the Fathers (2014), Pinkerton Road
- The Walking Dead: The Game, Season 2 (2014), Telltale Games
- The Walking Dead: 400 Days (2013), Telltale Games
- The Wolf Among Us (2013), Telltale Games
- The Walking Dead: The Game (2012), Telltale Games
- Brütal Legend (2009), Double Fine
- Tales of Monkey Island (2009), Telltale Games
- The Sims 2 (2003), EA/Maxis
- Star Wars: Knights of the Old Republic (2003), LucasArts
- SimCity 4 (2002), EA/Maxis
- Escape from Monkey Island (2000), LucasArts
- FlixMix (1993), Celeris